# Hidden Figures (livro)
Hidden Figures: The Story of the African-American Women Who Helped Win the Space Race, ou simplesmente Hidden Figures, é um livro de drama escrito por Margot Lee Shetterly, que conta a história de três matemáticas negras, Katherine Johnson,Dorothy Vaughan e Mary Jackson, que ingressaram a serviço da NASA, prestes a lançar o primeiro estadunidense ao espaço.
Figurou-se na primeira posição da lista de best sellers de obras não-fictícias da The New York Times. Serviu de base para a produção cinematográfica homônima de 2016, dirigido por Theodore Melfi e estrelado por Taraji P. Henson, Octavia Spencer, Janelle Monáe.